# Barret Peery
Barret Rex Peery (Payson, Utah, 1971. április 3. –) amerikai kosárlabdázó és kosárlabdaedző, 2024-től a UNLV Runnin’ Rebels edzőhelyettese.

## Pályafutása

### Játékosként
Két szezonban a Snow College Badgers csapatában játszott, majd a Southern Utah Thunderbirds tagja lett, ahol a csapat kétszer kijutott az American West Conference bajnokságára.

### Edzőként
Diplomaszerzést követően egy-egy szezonra a Southern Utah Thunderbirds, illetve a Snow College Badgers vezetőedzője volt. Egy szezont töltött a Utah Valley Wolverinesnél, majd négy évre visszatért a Thunderbirdshöz. A 2000-es évek elején a Portland State Vikings, illetve a College of Southern Idaho Golden Eagles edzőhelyettesi, később ezek vezetőedzői pozícióját töltötte be. 2008-ban a National Junior College Athletic Association a régió legjobb edzőjének választotta.

## Eredményei vezetőedzőként

### NJCAA
| Szezon                                                                                | Eredmény                                                       | Eredmény                                                       | Helyezés                                                       | Továbbjutás                                                    |
| Szezon                                                                                | Összesen                                                       | Konferencia                                                    | Helyezés                                                       | Továbbjutás                                                    |
| Southern Idaho Golden Eagles (Scenic West Athletic Conference)                        | Southern Idaho Golden Eagles (Scenic West Athletic Conference) | Southern Idaho Golden Eagles (Scenic West Athletic Conference) | Southern Idaho Golden Eagles (Scenic West Athletic Conference) | Southern Idaho Golden Eagles (Scenic West Athletic Conference) |
| ------------------------------------------------------------------------------------- | -------------------------------------------------------------- | -------------------------------------------------------------- | -------------------------------------------------------------- | -------------------------------------------------------------- |
| 2005–06                                                                               | 25–10                                                          | 13–5                                                           | T–1.                                                           | Nemzeti bajnokság                                              |
| 2006–07                                                                               | 30–7                                                           | 15–5                                                           | T–1.                                                           | Nemzeti bajnokság (elődöntő)                                   |
| 2007–08                                                                               | 30–2                                                           | 14–1                                                           | 1.                                                             | –                                                              |
| Eredmény:                                                                             | 85–19 (.817)                                                   | 42–11 (.792)                                                   | –                                                              | –                                                              |
| Indian Hills Warriors (Iowa Community College Athletic Conference)                    |                                                                |                                                                |                                                                |                                                                |
| 2011–12                                                                               | 35–3                                                           | 4–0                                                            | 1.                                                             | Nemzeti bajnokság                                              |
| 2012–13                                                                               | 27–4                                                           | 7–1                                                            | 1.                                                             | –                                                              |
| 2013–14                                                                               | 34–3                                                           | 7–1                                                            | 1.                                                             | Nemzeti bajnokság (második hely)                               |
| Eredmény:                                                                             | 96–10 (.906)                                                   | 18–2 (.900)                                                    | –                                                              | –                                                              |
| Összesen:                                                                             | 181–29 (.862)                                                  | –                                                              | –                                                              | –                                                              |
| Jelmagyarázat: Konferenciaszezon-bajnok Konferenciaszezon- és konferenciatorna-bajnok |                                                                |                                                                |                                                                |                                                                |

### NCAA
| Szezon                                      | Eredmény                                    | Eredmény                                    | Helyezés                                    | Továbbjutás                                 |
| Szezon                                      | Összesen                                    | Konferencia                                 | Helyezés                                    | Továbbjutás                                 |
| Portland State Vikings (Big Sky Conference) | Portland State Vikings (Big Sky Conference) | Portland State Vikings (Big Sky Conference) | Portland State Vikings (Big Sky Conference) | Portland State Vikings (Big Sky Conference) |
| ------------------------------------------- | ------------------------------------------- | ------------------------------------------- | ------------------------------------------- | ------------------------------------------- |
| 2017–18                                     | 20–14                                       | 9–9                                         | T–6.                                        | CIT első kör                                |
| 2018–19                                     | 16–16                                       | 11–9                                        | T–4.                                        | –                                           |
| 2019–20                                     | 18–14                                       | 12–8                                        | 4.                                          | –                                           |
| 2020–21                                     | 9–13                                        | 6–8                                         | 8.                                          | –                                           |
| Összesen:                                   | 63–57 (.525)                                | 38–34 (.528)                                | –                                           | –                                           |

## Fordítás
- Ez a szócikk részben vagy egészben  a   Barret Peery című angol Wikipédia-szócikk ezen változatának fordításán alapul.  Az eredeti cikk szerkesztőit annak laptörténete sorolja fel. Ez a jelzés csupán a megfogalmazás eredetét és a szerzői jogokat jelzi, nem szolgál a cikkben szereplő információk forrásmegjelöléseként.